# Чортківський ліцей № 1 імені Маркіяна Шашкевича
Чортківський ліцей № 1 «Рідна Школа» імені Маркіяна Шашкевича — український середній навчальний заклад товариства «Рідна Школа», що діє у місті Чортків, нині Тернопільська область, Україна.

## Історія
- 1911 — засновано гімназію. Першим директором став педагог Омелян Терлецький.
- 1914 — під час Першої світової війни, гімназія не працювала.
- 1917 — українці в Чорткові відновили роботу закладу.
- 1938 — збудовано нове приміщення гімназії. Цього ж року стала називатись іменем українського просвітителя Маркіяна Шашкевича.
- 1939—1941 — гімназію закрили, а в її приміщенні почала діяти середня школа № 1.
- 1941—1944 — гімназія відновила діяльність за сприяння УЦК. Її офіційна назва тоді — «Державна гімназія з українською мовою навчання».
- 1992 — повернено статус гімназії та ім'я Маркіяна Шашкевича.
- 1993 — розшукали понад 130 випускників закладу; цього самого року було відкриття й урочисте освячення кімнати-музею Маркіяна Шашкевича.
- 2001 — гімназія відзначила 90-річчя.
- 2011 — відзначення 100-річчя з дня заснування Чортківської гімназії ім. Маркіяна Шашкевича.
- 2023 — гімназію реорганізовано в ліцей з початковою школою та гімназією[2].

## Відомі люди

### Учителі
- Бачинський Омелян[3][4]
- Біланюк Петро — доктор географії, вояк Легіону УСС та УГА.[5]
- Віктор Петрикевич — до вересня 1929 року.[6]
- Поліха Теодор — директор гімназії в 1941—1944 роках.[7]
- Іван Боднар — управитель гімназії, директор «Українбанку» в Тернополі.[8]
- Тофан Микола — директор гімназії в 1936—1938 роках, організатор будівництва нового корпусу.[9]

### Учні
- о. Віталій Байрак ЧСВВ[10] — блаженний УГКЦ
- о. Йосиф Білан ЧСВВ — ієромонах, політв'язень.[11]
- Богдан-Володимир Гаврилишин[12]
- Гніздовський Яків
- Теофіль Коструба[13]